# Pilaria tokionis
Pilaria tokionis là một loài ruồi trong họ Limoniidae. Chúng phân bố ở miền Cổ bắc.